# دارينا
دارينا (بالفرنسية: Daraina)‏ هي مدينة وبلدية (بالملغاشية: kaominina) في شمال مدغشقر. تنتمي إلى مقاطعة فوهيمار، وهي جزء من منطقة سافا. تقع المدينة في الجزء غير المعبدة من الطريق الوطني 5أ بين فوهيمار وأمبيلوبي.
قُدر عدد سكان البلدية بنحو 10.000 نسمة في تعداد عام 2001.
يتوفر في المدينة كل من التعليم الابتدائي والمستوى الثانوي. غالبية 98 ٪ من سكان البلدية هم من المزارعين. ومن أهم المحاصيل، الأرز، بينما تحظى منتجات أخرى بالأهمية مثل الموز والذرة والكسافا والبطاطس الحلوة. كما توفر الخدمات فرص عمل لنسبة 2٪ من السكان.